# Shuangfengite
La shuangfengite è un minerale appartenente al gruppo della melonite.